# 東急ファイナンスアンドアカウンティング
東急ファイナンスアンドアカウンティング株式会社（とうきゅうファイナンスアンドアカウンティング、英: Tokyu Finance & Accounting Co., Ltd.）は東急グループ内の資金の効率化、経理業務の集約化、給与計算の合理化、経営改善の推進を目的とし、1997年に設立。

## 概要
- 所在：東京都渋谷区南平台町5-6

## 沿革
- 1997年
  - 7月 - 設立：資本金30百万円
  - 8月- 貸金業免許取得
  - 9月 - グループ会社ファイナンス融資業務開始
  - 10月 - グループ会社アカウンティング業務受託開始
- 1998年2月 - グループ会社コンサルティング業務受託開始
- 2000年
  - 1月 - グループ会社ペイロール業務受託開始
  - 2月 - グループ会社退職給付債務計算業務受託開始
  - 3月 - ファイナンスカンパニーとして新日本監査法人による任意監査開始
  - 11月 - ISO14001取得
- 2001年12月 - 年金制度改正コンサルティング業務受託開始
- 2002年6月 - 増資：増資後資本金280百万円
- 2003年4月 - 大規模グループ共通ペイロールシステム導入、グループ共通会計システム導入、支払代行システム導入
- 2005年10月 - 中小規模グループ会社共通ペイロールシステム導入